# Goudiry (Département)

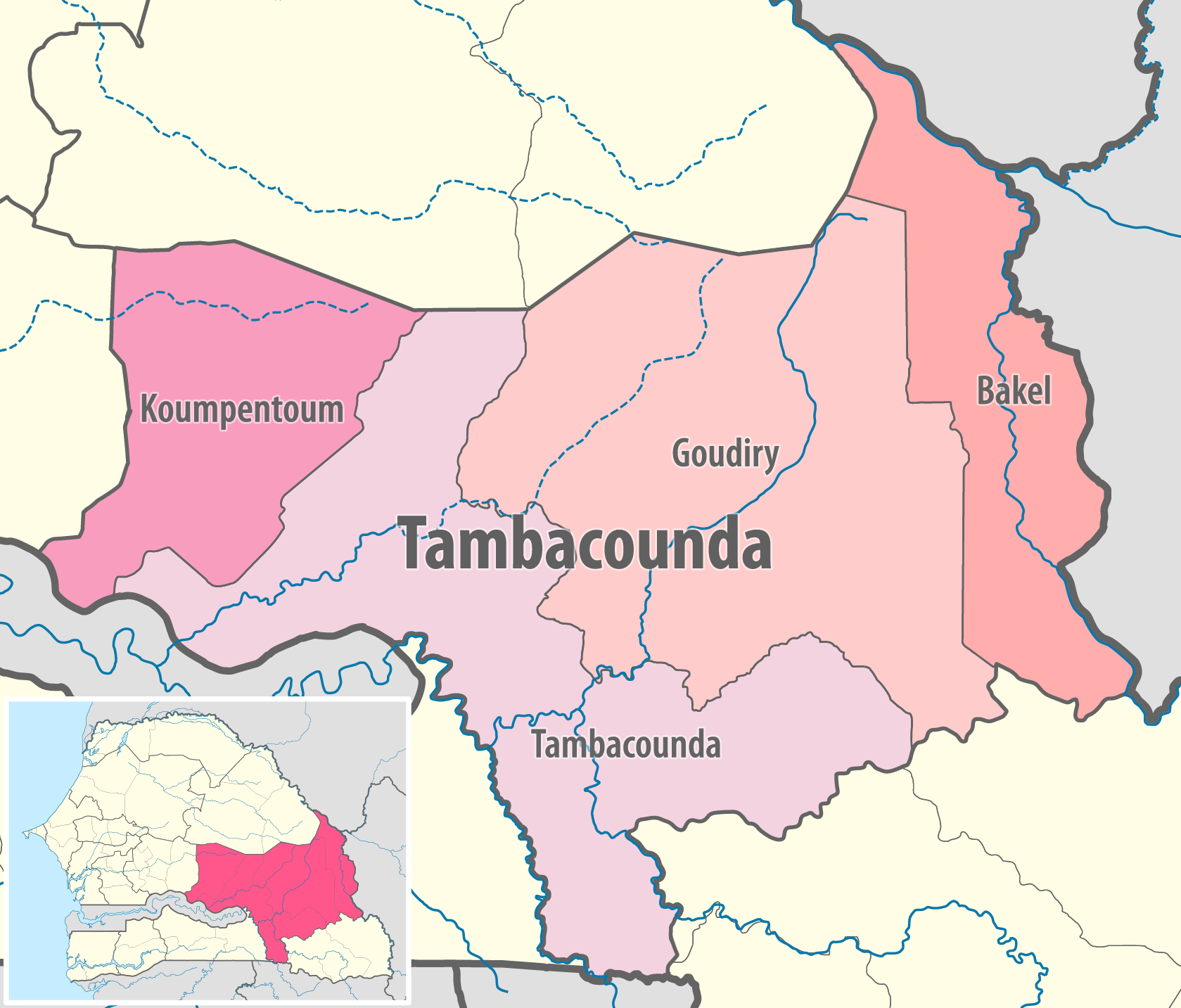
Département Goudiry in der Region Tambacounda

Das Département Goudiry ist eines von 45 Départements, in die der Senegal, und eines von vier Départements, in die die Region Tambacounda gegliedert ist. Es liegt im Südosten des Senegal mit der Hauptstadt Goudiry.
Das Département Goudiry wurde 2008 durch Ausgliederung aus dem Département Bakel geschaffen und umfasst dessen vorherigen Westteil mit einer Fläche von 17000 km². Es gliedert sich wie folgt in Arrondissements, Kommunen (Communes) und Landgemeinden (Communautés rurales):
| Commune / Arrondissement | Communauté rurale       | Einwohner 2013 |
| Goudiry                  | —                       | 6.867          |
| Kothiary                 | —                       | 4.244          |
| Bala                     | Bala                    | 6.151          |
| Bala                     | Goumbayel               | 5.224          |
| Bala                     | Koar                    | 8.512          |
| Boynguel Bamba (2008)    | Boynguel Bamba          | 11.584         |
| Boynguel Bamba (2008)    | Dougué                  | 7.252          |
| Boynguel Bamba (2008)    | Koussan                 | 7.698          |
| Boynguel Bamba (2008)    | Sinthiou Mamadou Boubou | 13.687         |
| Dianké Makha (2008)      | Bani Israël             | 5.377          |
| Dianké Makha (2008)      | Boutoucoufara           | 5.735          |
| Dianké Makha (2008)      | Dianké Makha            | 7.109          |
| Dianké Makha (2008)      | Komoti                  | 8.417          |
| Koulor (2008)            | Koulor                  | 11.639         |
| Koulor (2008)            | Sinthiou Bocar Ali      | 5.351          |
| Département              | —                       | 114.846        |